# Corbenay
Corbenay település Franciaországban, Haute-Saône megyében. Lakosainak száma 1249 fő (2022. január 1.). Corbenay Aillevillers-et-Lyaumont, Fontaine-lès-Luxeuil, Magnoncourt, Saint-Loup-sur-Semouse, La Vaivre és Fougerolles-Saint-Valbert községekkel határos.

## Népesség
A település népességének változása:
| Lakosok száma | 1300 | 1296 | 1319 | 1282 | 1275 | 1263 | 1257 | 1251 | 1249 |
|               | 2013 | 2015 | 2016 | 2017 | 2018 | 2019 | 2020 | 2021 | 2022 |